# Саитовка (Нижегородская область)
Саи́товка — село, входит в Починковский район Нижегородской области, центр муниципального образования Саитовский сельсовет.

## География
Располагается в лесостепной зоне Окско-Волжского междуречья, изрезанной лощинами, балками и оврагами, среди полей юго-востока Нижегородской области в 8 км от районного центра Починки.

## История
В «Списке населённых мест Нижегородской губернии» (1863) Саитовка указана как село казённое Лукояновского уезда с населением 1955 человек, включающие 232 двора. Наравне с сёлами Кендей и Пелей-Казённой, значившимися мордовскими, село Саитовка входило в Кочкуровскую волость.
В 1885 году рогожным промыслом в Саитовке занимались до 654 человек.

### Этимология названия
По утверждению нижегородского краеведа Н. В. Морохина, название относится к патронимам: согласно преданию, первопоселенцем и основателем села был эрзянин по имени Саит (имя из тюркского исламского обихода Саид — рус. «почтенный, счастливый»), который вернулся из татарского плена, где принял ислам. Изначальным населением были эрзяне.

## Население
| 2002 | 2010 |
| ---- | ---- |
| 621  | ↘504 |